# كأس التشيك 2015–16
كأس التشيك 2015–16 (بالتشيكية: MOL Cup 2015/16)‏ هو موسم من كأس التشيك. أشرف على تنظيمه اتحاد جمهورية التشيك لكرة القدم، وكان عدد الأندية المشاركة فيه 135، وفاز فيه نادي ملادا بوليسلاف.